# Karl Brand (Autor)
Karl Brand (eigentlich: Karl Müller; geboren 15. Oktober 1895 in Witkowitz, Österreich-Ungarn; gestorben 17. März 1917 in Prag, Österreich-Ungarn) war ein expressionistischer Prager Lyriker und Erzähler deutschmährischer Herkunft.

## Leben und Wirken
Karl Brands kurzes Leben war überschattet von der elterlichen Armut und von schwerer Krankheit. Bereits 1896 zog Brand mit seiner Familie nach Prag. Er lebte bei den Eltern auf der Prager Kleinseite und besuchte von 1911 bis 1915 die Deutsche Handelsakademie. Er besuchte häufig das „Café Arco“, wo Franz Werfel und Johannes Urzidil zu seinen Freunden zählten.
1913 eskalierte Brands Tuberkulose. Die Krankheit wurde jedoch auch zum Antrieb seines existentiellen Schreibens. Besondere Beachtung verdient dabei die „halbautobiographische Erzählung Der Elende (1916), das Sterbeprotokoll eines Hungernden“.
Brand war ein Bewunderer Franz Kafkas, dessen Verwandlung er 1916 mit der Rückverwandlung des Gregor Samsa eine Fortsetzung gab.
Brand veröffentlichte selbst nur in Zeitungen und Zeitschriften, unter anderem in den Zeitschriften Der Sturm und Die Aktion. Nach seinem Tod betreuten Urzidil und Werfel seinen Nachlass. Urzidil gab bereits 1921 unter dem Titel Das Vermächtnis eines Jünglings eine Auswahl aus dem Werk Brands heraus, zu der Werfel einen Erinnerung an Karl Brand überschriebenen Essay als Vorwort beigab.

## Werke
- Johannes Urzidil (Hrsg.): Das Vermächtnis eines Jünglings. Mit einem Vorwort von Franz Werfel. Strache, Wien/Prag/Leipzig 1920 [recte 1921] (Klaus Reprint, Nendeln 1973).
- Hartmut Vollmer (Hrsg.): Das Werk. In: Hartmut Binder (Hrsg.): Prager Profile. Vergessene Autoren im Schatten Kafkas. Gebr. Mann, Berlin 1991, S. 281–322.